# Šarūnas Gustainis

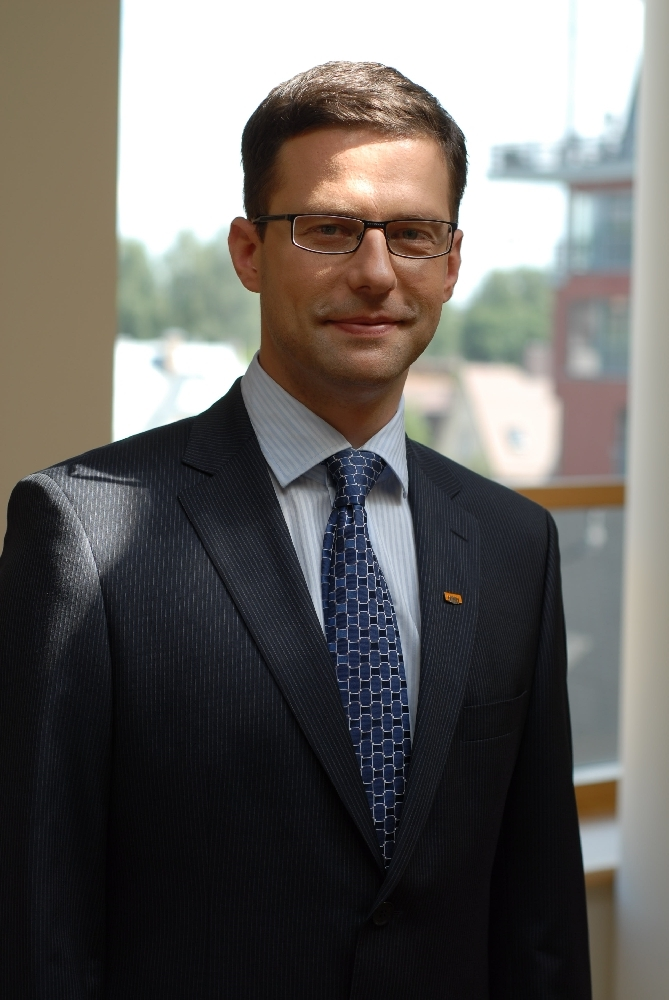
Šarūnas Gustainis

Šarūnas Gustainis (* 15. Dezember 1975 in Kaunas) ist ein litauischer liberaler Politiker von Vilnius, ehemaliges Seimas-Mitglied (2015–2016).

## Leben
Nach dem Abitur an der Mittelschule absolvierte Gustainis 2002 das Bachelorstudium des Business Management an der Fakultät Kaunas der Vilniaus universitetas und dann das Masterstudium auf Englisch bei ISM Vadybos ir ekonomikos universitetas in Vilnius.
2001 gründete er sein erstes Unternehmen. 2013 gründete und leitete er als Direktor das Beratungsunternehmen „Equitas Partners“. Vom 24. März 2015 bis zum 13. November 2016 war er Seimas-Mitglied. Er wurde im Wahlbezirk Žirmūnai ausgewählt. Im zweiten Wahlgang setzte er sich gegen konservative Politikerin Radvilė Morkūnaitė-Mikulėnienė durch. Er ist Mitglied des Seimas-Wirtschaftsausschusses. Seit November 2016 ist er Mitglied im Rat der Stadtgemeinde Vilnius.
Seit 2006 ist er Mitglied von Lietuvos Respublikos liberalų sąjūdis. Er leitete die Abteilungen in Lazdynai und dann in Žirmūnai.
Gustainis ist verheiratet und hat mit seiner Frau zwei Töchter.